# Leucodon subgracilis
Leucodon subgracilis là một loài Rêu trong họ Leucodontaceae. Loài này được Hampe & M. Fleisch. mô tả khoa học đầu tiên năm 1917.